# Laura Freddi
Laura Freddi (Roma, 19 maggio 1972) è una showgirl, conduttrice televisiva e cantante italiana.
Lanciata dalle prime due edizioni di Non è la Rai e da un'edizione come velina di Striscia la notizia, ha intrapreso con successo per tutti gli anni novanta e per la prima metà degli anni duemila l'attività di conduttrice televisiva e showgirl, partecipando a programmi televisivi come Festivalbar, Il Quizzone, Occhio allo specchio! e Super. 

## Biografia
Diplomata in ragioneria, iniziò a farsi conoscere a 17 anni, nel 1989, quando vinse il Concorso internazionale Teen Agers di Cavalese, cosa che la portò all'attenzione dell'ambiente cinematografico. Un anno dopo fu infatti chiamata a recitare una parte nel film Ottobre rosa all'Arbat, di Adolfo Lippi.

### Gli esordi e il successo
Del 1992 fu l'esordio televisivo (in Fininvest) a opera di Gianni Boncompagni, che la lanciò nella trasmissione Non è la Rai, nella quale rimase per due stagioni con un ruolo da protagonista. Dopo essersi allontanata da Non è la Rai, insieme al conduttore della seconda edizione e suo futuro compagno Paolo Bonolis, condusse il programma estivo Belli freschi.
Affermatasi come volto televisivo, iniziò un'intensa attività nel 1995, che si protrasse per un intero biennio: Occhio allo specchio, Segnali di fumo (su Videomusic insieme a Paola Maugeri),
Striscia la notizia (velina insieme a Miriana Trevisan, già collega di scena in Non è la Rai) e il Festivalbar 1995, insieme ad Amadeus e Federica Panicucci. In quest'ultima occasione ha anche presentato il brano Per non volare, scritto da Enzo Iacchetti e Carmelo Carucci e contenuto nel mini-cd Tempo di vita, che conteneva anche l'omonimo brano e un'altra canzone, Brividi freddi.
Nel 1996 ha affiancato Gerry Scotti e Natalia Estrada nel programma Il Quizzone ed è presente ne I guastafeste, insieme a Luca Barbareschi, Massimo Lopez e Cristina Quaranta. Poi, nel 1997, di nuovo Il Quizzone con Scotti e la conduzione unica del programma musicale Super.
Nel 1998 conduce per la terza volta Il Quizzone assieme ad Amadeus, per poi passare in Rai, dove partecipa alla serie televisiva Una donna per amico., Nel 1999 conduce su Rai 2 lo show Portami al mare fammi sognare con Alessandro Greco, e dal 1999 al 2001 conduce su Rai 3 varie prime serate sul Circo Massimo..

### Gli anni duemila
Tornata in Mediaset nel 2001, ha fatto parte fino al 2005 del cast di Buona Domenica insieme a Maurizio Costanzo, Claudio Lippi e Luca Laurenti. Inoltre Dino Risi l'ha diretta nel 2002 nel film per la televisione Le ragazze di Miss Italia, ispirato all'omonimo concorso di bellezza.. Nel frattempo, nell'estate 2003 ha condotto Zelig Tour 2003, tour estivo dell'omonimo programma di cabaret, insieme a Claudio Bisio.
Nel luglio 2004 ha condotto una serata dedicata a Gabriella Ferri, scomparsa poco tempo prima, da Piazza Navona, in onda su LA7. In seguito, per la stagione 2004/2005, ha continuato a collaborare indirettamente per Buona domenica interpretando un ruolo nella sit-com il Condominio, in onda all'interno della trasmissione.
Nel 2005 ha presentato il concerto di Woody Allen a Roma; nel mese di febbraio dello stesso anno ha condotto Aspettando San Valentino, mentre a dicembre ha presentato lo show musicale Festeggiando; entrambi sono andati in onda su LA7.
L'8 giugno 2006 ha condotto una manifestazione all'interno del Reggio Calabria Film Fest, durante la quale è stato presentato in anteprima nazionale il film Bal–Can–Can, prima coproduzione italo-macedone.
Ad ottobre dello stesso anno è comparsa nella fiction di Canale 5, I Cesaroni, con Claudio Amendola.

### Presentatrice di eventi e conduttrice radiofonica
A partire dalla seconda parte degli anni duemila ha intrapreso l'attività di conduttrice di serate, in particolare per eventi riguardanti la moda e il cinema ed ha iniziato l'attività di conduttrice radiofonica.
Il 28 gennaio 2007 ha condotto la sfilata benefica Kids for Kids e contemporaneamente è diventata la testimonial della campagna pubblicitaria dell'azienda del marito, Claudio Casavecchia, Ediland. Dal marito si è poi separata nel 2008. Durante l'estate 2007 ha condotto alcune serate della kermesse Notti di luna caprese e nel dicembre successivo ha condotto al Teatro Brancaccio A gentile richiesta mi faccio in 4, concerto interattivo di Gigi D'Alessio.
Da gennaio a giugno 2008 ha curato una rubrica settimanale di poesia nel programma Stella, ideato da Maurizio Costanzo, su Sky Vivo. Inoltre, il 13 e 14 aprile 2008 ha condotto lo spettacolo Wella nel Cosmoprof di Bologna con numerosi ospiti tra cui la miss Italia in carica Silvia Battisti. Il 3 agosto 2008 ha inoltre presentato Miss Fiumicino Top Star su SKY, al canale 933. Il 22 e 23 aprile 2009 ha condotto le serate d'apertura del Reggio Calabria Film Festival, e nel febbraio successivo quelle del Reggio Calabria Film Fest - Retrospettiva sul cinema italiano. Il 18 febbraio 2010, dal teatro Palladium di Roma, ha presentato la serata evento Buon compleanno Garbatella nostra, per celebrare i novant'anni del quartiere romano.
Dal 24 luglio 2010 ha esordito anche come conduttrice radiofonica presentando ogni sabato su Rai Radio 1 No comment, affiancata da Georgia Luzi e Arianna Ciampoli.
Nel dicembre 2010 rivela a Tgcom di rinunciare a Saturday Night Live perché non era un programma adatto a lei e di preferire la radio nella quale torna nel febbraio 2011 con Sanremo? No comment su Radio 1. Nell'aprile 2011 dopo il successo delle prime due edizioni conduce anche la versione quotidiana di No comment che termina a fine giugno.
Il 28 e 29 maggio 2011 è l'unica conduttrice del Reggio Calabria Film Fest 2011 che ospita tra gli alti Pupi Avati, Kim Rossi Stuart e Somma.
Dal 4 luglio 2011 al 9 settembre 2011 è la conduttrice del programma estivo di punta di Radio 1 Lido Laura. Nel settembre 2011 pubblica su iTunes i due brani Hai cambiato il mondo e Sole luna Laura scritti dal cantautore Enrico Boccadoro.

### Il ritorno in tv e il debutto cinematografico
Dall'11 giugno 2012 è una delle conduttrici di Vero Capri insieme ad altri colleghi con i quali si alterna nelle sette ore di diretta e nella conduzione di quindici nuovi format, sotto la direzione artistica di Maurizio Costanzo.
A maggio 2013 viene scelta per affiancare Matteo Branciamore ed Emy Bergamo nel cortometraggio Punti di vista di Pierluigi di Lallo, presentato al pubblico il 19 settembre ad Atessa ed il 20 a Chieti per poi arrivare a Roma, Canada e in Australia in altri festival.
Dal dicembre 2012 è anche testimonial per ANT (Associazione Nazionale Tumori) e nello stesso periodo è madrina per Il ballo delle debuttanti nella Sala Bianca a Firenze, per due anni consecutivi.
A fine 2013 conduce Vero in cucina insieme a Monny B su Vero TV, che nel periodo natalizio va in onda con il titolo La cucina delle feste.
Nel successivo mese di aprile, sempre al fianco di Monny B, conduce una nuova edizione di Vero cucina, mentre nell'estate 2014 conduce il Premio Sinfonie d'autore, in onda su Sky e sul digitale terrestre. Ritrova Enzo Iacchetti nell'agosto dello stesso anno con il quale conduce Cabaret amore mio, esperienza ripetuta anche nel 2015.
A ottobre 2014 inizia a preparare una commedia Stressati... ancora di più nella quale interpreterà una sexy paziente.
Dall'11 settembre al 23 ottobre 2015 è concorrente del programma Tale e quale show, condotto da Carlo Conti su Rai 1; tornerà come guest nel 2023 nell'ultima puntata al fianco di Francesco Paolantoni, Gabriele Cirilli ed Eva Grimaldi. Da gennaio a maggio 2016 riprende la tournée teatrale di Stressati... ancora di più come protagonista femminile della commedia. Il 5 e 6 agosto conduce per il terzo anno consecutivo la kermesse comica Cabaret amore mio al fianco di Enzo Iacchetti. Dal 9 all'11 settembre 2016 conduce Evoli Festival assieme al comico Massimo Carrino. 
Dal 19 settembre 2016 partecipa come concorrente alla prima edizione del reality show Grande Fratello VIP qualificandosi quinta con il 33% dei voti. Da gennaio a maggio 2017 è tra le protagoniste dello spettacolo teatrale Ricette d'amore con la regia di Diego Ruiz. Ad aprile del 2017 è una dei "mentori" del programma di La5 Adesso il capo sono io!. Nell'autunno dello stesso anno è una delle concorrenti di Celebrity Bake Off in onda su RealTime.
Nel periodo del lock-down durante la pandemia di COVID-19 partecipa al brano musicale di Davide de Marinis Andrà tutto bene finalizzato a una raccolta fondi benefica.
A maggio 2020 diventa testimonial di City for Kids e inizia il format web Mamma che c'è. A luglio 2020 è ospite di Casa sdl dove ritrova Paolo Bonolis ed è intervistata dalla moglie Sonia Bruganelli.
Da settembre 2022 a giugno 2023 è una degli "affetti stabili" del programma Oggi è un altro giorno condotto da Serena Bortone.

## Vita privata
Dal 1991 al 1996 ha avuto una relazione con il conduttore televisivo Paolo Bonolis, terminata per diverse incomprensioni. Dal 1997 al 1999 è stata legata al calciatore Fabio Galante, mentre nel 2000 ha avuto una breve relazione con il conduttore tv Daniele Bossari. Nel 2006 ha sposato Claudio Casavecchia, dal quale si è separata nel 2008. Ha una figlia nata il 3 gennaio 2018, Ginevra, avuta con il compagno Leonardo D'Amico, fisioterapista della nazionale italiana di beach volley.

## Filmografia
- Ottobre rosa all’Arbat, regia di Adolfo Lippi (1990)
- Una donna per amico – serie TV (1998)
- Le ragazze di Miss Italia, regia di Dino Risi – film TV (2002)
- Il condominio , regia di Beppe Recchia – serie TV, 35 episodi (2004-2005)
- I Cesaroni – serie TV, episodio 1x21 (2006)
- Punti di vista, regia di Pierluigi di Lallo – cortometraggio (2013)

## Teatro
- Stressati.. ancora di più, regia di Lucio Pierri (2015-2016)
- Ricette d'amore, di Cinzia Berni, regia di Diego Ruiz (2017)

## Programmi televisivi
- Number One (Canale 34, 1989-1990)
- Non è la Rai (Canale 5, 1991-1993; Italia 1, 1993)
- Primadonna (Italia 1, 1991)
- Capodanno con Canale 5 (Canale 5, 1991-1992, 1992-1993)
- Serata d'amore per San Valentino (Canale 5, 1992)
- Carnevale con Canale 5 (Canale 5, 1992)
- La notte della bellezza (Canale 5, 1992)
- La grande festa di Non è la Rai (Canale 5, 1992)
- Bulli e pupe (Canale 5, 1992)
- Rock 'n' Roll (Italia 1, 1993)
- Belli freschi (Canale 5, 1993)
- Striscia la notizia (Canale 5, 1994-1995)
- The Look of the Year (Italia 1, 1995)
- Occhio allo specchio! (Canale 5, 1995)
- Segnali di fumo (Videomusic, 1995)
- Simpaticissima (Rete 4, 1995-1996) - concorrente
- Festivalbar (Italia 1, 1995)
- Il Quizzone (Canale 5, 1996-1997; Italia 1, 1998)
- I guastafeste (Canale 5, 1996)
- Super (Italia 1, 1997-1998)
- Circo Massimo (Rai 3, 1999-2001)
- Festival internazionale del circo di Monte Carlo (Rai 3, 1999-2001)
- Portami al mare, fammi sognare (Rai 2, 1999)
- Fammi sognare ancora... che domani c'è la scuola (Rai 2, 1999)
- Italieni (Rai 1, 2000)
- Buona Domenica (Canale 5, 2001-2004)
- Zelig Tour 2003 (Canale 5, 2003)
- Serata Gabriella Ferri (LA7, 2004)
- Aspettando San Valentino (LA7, 2005)
- Festeggiando (LA7, 2005)
- Stella (Sky Vivo, 2008)
- Vero Storie (Vero Tv, 2012-2013)
- Vero Casa (Vero Tv, 2012-2013)
- Vero Viaggi (Vero Tv, 2012-2013)
- Vero Hobby (Vero Tv, 2012-2013)
- Vero Bellezza (Vero Tv, 2012-2013)
- Vero Salute (Vero Tv, 2012-2013)
- Vero Chiacchiere (Vero Tv, 2012-2013)
- Vero in cucina (Vero Tv, 2012-2014)
- Vero - La cucina delle feste (Vero Tv, 2013)
- Sinfonie d'autore (premio Sky, agosto 2014)
- Tale e quale show (Rai 1, 2015) - concorrente
- Grande Fratello VIP 1 (Canale 5, 2016) - concorrente
- Adesso il capo sono io (La5, 2017) - mentore
- Celebrity Bake Off (Real Time, 2017) - concorrente
- Grande Fratello VIP 6 (Canale 5, 2022) - opinionista per 2 serate
- Oggi è un altro giorno (Rai 1, 2022-2023) - opinionista
- Ne vedremo delle belle (Rai 1, 2025) - concorrente

## Radio
- No comment (Radio 1, 2010-2011)
- Sanremo? No comment (Radio 1, 2011)
- Lido Laura (Radio 1, luglio - settembre 2011)
- Laura Airlines (Radioitalia anni60, 2020)

### Web
- Mamma che c'è (2020)
- Casa Sdl (2020)

## Discografia

### Singoli
- 1996 – Tempo di vita/Brividi freddi/Per non volare
- 2011 – Sole Luna Laura
- 2011 – Hai cambiato il mondo
- 2020 – Andrà tutto bene (featuring Davide De Marinis)

### Apparizioni
- 1999 – Le sexy cantanti d'Italia (Go! Music – GO! 1299-2), con il brano Brividi freddi
- 2021 – La musica della TV (RTI Music), con il brano Rico Pilon